# Guillermo de la Plaza
Guillermo de la Plaza (Buenos Aires, 19 de febrero de 1918 - ibídem, 6 de octubre de 2011) fue un político y diplomático argentino que se desempeñó como gobernador de facto de la Provincia de Formosa (1957-1958) durante la dictadura de Pedro Eugenio Aramburu.
Se desempeñó como embajador argentino en Uruguay entre 1973 y 1981. Ejerció parte de su gestión como embajador en aquel país durante el Proceso de Reorganización Nacional, y se lo señala como partícipe en los asesinatos de los legisladores Zelmar Michelini y Héctor Gutiérrez Ruiz.

## Biografía
Guillermo de la Plaza, nació en la Ciudad de Buenos Aires, siendo su padre Guillermo Gabriel de la Plaza y su madre María Mercedes de la Plaza. Su tío segundo el Victorino de la Plaza —primo hermano de su madre——, quien fuera Presidente de la Nación entre 1914 y 1916.
Cursó sus estudios en su ciudad natal, y se doctoró en Ciencia Políticas por la Universidad del Salvador. Ingresó en el Servicio Exterior de la Nación en marzo de 1958, nombrado Embajador Extraordinario y Plenipotenciario por Méritos Extraordinarios y Acuerdo del Honorable Senado de la Nación en 1967.

## Gobernador de Formosa
Autodefinido como un Nacionalista en defensa de la justicia social, la democracia, la soberanía nacional y la independencia económica, no se sintió cómodo con los Nacionalistas del Movimiento Peronista. Aseguraba que eran "patriotas, pero antidemocráticos". En 1947 ya había expresado su pensamiento antiperonista dirigido hacia el gobernador de Formosa, Rolando de Hertelendy. En su autobiografía de 1984, asegura que a pesar de estar de acuerdo con los principios de la Justicia Social del Justicialismo, Perón llevo a cabo un "régimen autocrático". Fue detenido por apoyar el golpe de estado de Benjamín Menéndez en 1951. En 1955 se lleva a cabo el golpe de Estado encabezado por Pedro Eugenio Aramburu, que dio inicio a la autoproclamada Revolución Libertadora. 
El 15 de febrero de 1957 fue designado Interventor Federal de la Provincia de Formosa. De la Plaza siguió las líneas que había marcado régimen de Aramburu. En ese sentido, clausuró periódicos y radios críticas. Intervino el poder legislativo y judicial. Encarceló a dirigentes sindicales, estudiantiles, obreros, socialistas, comunistas y peronistas. Sistematizó el uso de la tortura en las dependencias policiales. Incauto bienes de empresarios y políticos locales que habían mostrado simpatías por el peronismo.
Se recuerda que fue designado para acelerar los trabajos del Territorio nacional, que se encontraba en proceso de convertirse en provincia, a fin de posibilitar el advenimiento de un Gobierno constitucional para ese joven Estado.  A tal efecto proporcionó los elementos para un normal y cómodo funcionamiento de las fuerzas políticas, los municipios y nuevas comisiones de fomento. Convino con las fuerzas vivas, culturales y gremiales, los empresarios y los técnicos, las facilidades para que todas las corrientes vitales de la Provincia concurrieran a la preparación de la nueva Constitución Provincial.[cita requerida]
Presidió varias elecciones (provinciales y nacionales). Se terminaron diversas obras públicas, entre ellas de salud y educación. Se remodelaron plazas y paseos, se  realizaron puentes, se canalizó el río Bermejo. Se construyó el Mercado de la ciudad de Clorinda.

### Participación en las dictaduras militares desde 1966
Con el golpe de estado del general Juan Carlos Ongania al presidente democrático Arturo Illia, se convierte en canciller de la dictadura militar.
El 19 de marzo de 1970, siendo embajador de Argentina en Bolivia (durante las dictaduras de Ongania, Levingston y Lanusse), firma el Acuerdo de Cooperación en el Campo de los Usos Pacíficos de Energía Nuclear, que se aprueba como LEY N° 18.814 el 14 de Octubre del mismo año. En 1971, se reúne con el presidente de Bolivia, Hugo Banzer.

### Gestión durante la presidencia democrática de Juan Perón y condecoración

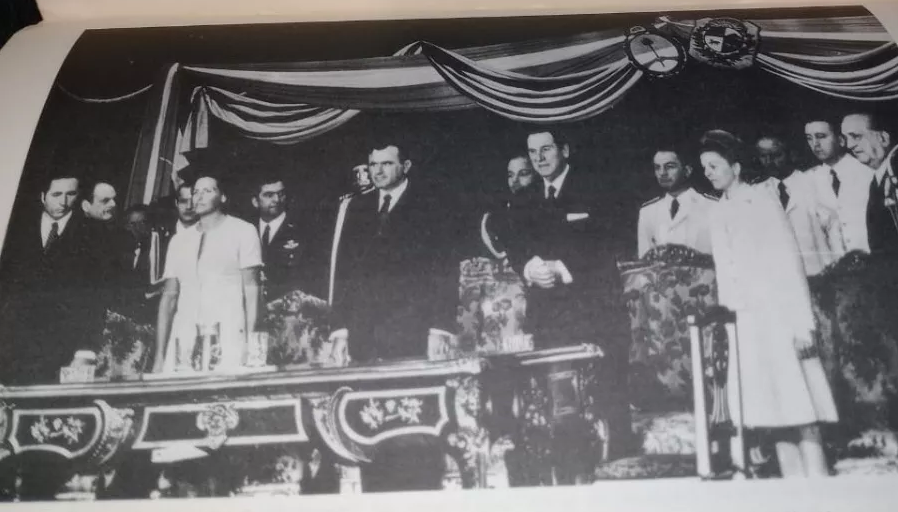
Ratificación en Buenos Aires del Tratado Del Río de la Plata y su Frente Marítimo. En el centro, el presidente Bordaberry. A su derecha, Juan Perón y a la derecha de Perón la vicepresidenta Isabel Perón.

En 1973, durante el tercer gobierno de Juan Perón y por expreso pedido de este, logra una concertación para conversar con Henry Kissinger en representación de la Argentina para "intentar elaborar una acción conjunta de reestructuración de las relaciones americanas arbitrando una política de coincidencias que sirvieran a ese propósito." Las coincidencias, desde el punto de vista del gobierno Argentino, debían "fundarse en un dialogo franco entre América Latina y Estados Unidos con miras a diagramar una nueva política continental sostenida por la solidaridad, la comprensión y la complementación." Los objetivos de paz en el orden mundial también fueron un tema a tratar, proponiendo la Argentina realizar estos objetivos "sobre la base de la justicia social en el ordenamiento de los pueblos". Además, llevo a cabo otras gestiones significativas para los viajes del presidente Perón a otros países. Tuvo una destacada participación como embajador de la Argentina en Uruguay, siendo su más grande logro el Tratado del Río de la Plata, por el cual recibió del gobierno uruguayo durante la presidencia de Jorge Batlle, el 21 de diciembre de 2004, en conmemoración del trigésimo aniversario de la firma del tratado, la medalla de la República Oriental del Uruguay.